# OB West
OB West eller Oberbefehlshaber West var betegnelsen på hovedkvarteret for de tyske tropper på Vestfronten under 2. Verdenskrig. Det var direkte underlagt den tyske overkommando OKW i Berlin. Området som var underlagt OB West varierede i løbet af krigen. I dens største udstrækning omfattede den Holland, Belgien, Luxembourg og Frankrig. Ved 2. Verdenskrigs slutning var den reduceret til at lede tropper i Bayern. 

## Øverstbefalende
| 10. oktober 1940  | 1. april 1941     | Feltmarskal Gerd von Rundstedt  |
| 1. maj 1941       | 15. marts 1942    | Feltmarskal Erwin von Witzleben |
| 15. marts 1942    | 2. juli 1944      | Feltmarskal Gerd von Rundstedt  |
| 2. juli 1944      | 16. august 1944   | Feltmarskal Günther von Kluge   |
| 16. august 1944   | 3. september 1944 | Feltmarskal Walter Model        |
| 3. september 1944 | 11. marts 1945    | Feltmarskal Gerd von Rundstedt  |
| 11. marts 1945    | 22. april 1945    | Feltmarskal Albert Kesselring   |

## Slagorden i begyndelsen af juni 1944
| OB West (Heeresgruppe D) |                |                   |               |
| Heeresgruppe B           | Heeresgruppe B | Pansergruppe Vest | Arméegruppe G |
| 7. Armé                  | 15.            | 1. SS Panserkorps | 1. Armé       |
| 84. Korps                | 88. Korps      | 47. Panserkorps   | 19. Armé      |
| 2. Faldskærmskorps       |                | 2. SS Panserkorps |               |